# Lijst van genotsplanten
Dit is een lijst van genotsplanten. Dit behelst planten die niet als basisvoedingsmiddel worden gebruikt, maar vanwege de stimulerende werking worden toegepast. Vaak bevatten ze alkaloïdes zoals cafeïne of nicotine, die op het centrale zenuwstelsel inwerken. Ook zijn er planten die van zichzelf geen stimulerende werking hebben maar worden verwerkt in genotsmiddelen. Voorbeelden daarvan zijn gerst, hop en druif die worden gebruikt voor de vervaardiging van alcoholhoudende dranken.
- Absintalsem (Artemisia absinthium)
- Betelpalm (Areca catechu)
- Betelpeper (Piper betle)
- Cacaoboom (Theobroma cacao)
- Coca (Erythroxylum coca)
- Colaboom (Cola acuminata, C. nitida)
- Cupuazú (Theobroma grandiflorum)
- Druif (Vitis vinifera)
- Echinopsis pachanoi
- Echinopsis peruviana
- Ephedra
- Gerst (Hordeum vulgare)
- Gewone tabaksplant (Nicotiana tabacum)
- Guarana (Paullinia cupana)
- Hennep (Cannabis sativa subsp. indica)
- Hop (Humulus lupulus)
- Kava kava (Piper methysticum)
- Klein hoefblad
- Koffieplant  (Coffea arabica, C. canephora, C. liberica)
- Lophophora diffusa
- Maté (Ilex paraguariensis)
- Nicotiana rustica
- Peyote (Lophophora williamsii)
- Qat (Catha edulis)
- Slaapbol (Papaver somniferum)
- Salvia divinorum
- Theeplant (Camelia sinensis)